# Référendum irlandais sur l'adhésion aux Communautés européennes
Le référendum irlandais sur l'adhésion aux communautés européennes a lieu le 10 mai 1972 afin d'adopter le Troisième Amendement de la Constitution de l'Irlande et dans le but de permettre l'adhésion du pays aux communautés européennes. L'amendement porte sur la possibilité pour le droit européen d'avoir une préséance sur la Constitution de 1937 de l'Irlande et entre en vigueur dans la loi du 8 juin de la même année.

## Histoire
L'adhésion aux Communautés européennes accorde des pouvoirs aux institutions européennes que la Constitution irlandaise de 1937 ne reconnait qu'à l'Oireachtas (l'ensemble du corps législatif irlandais) et au gouvernement. Il était également possible que de nombreuses dispositions de la Constitution pourraient être jugées incompatibles avec le droit européen. Pour ces raisons, le troisième amendement introduit une disposition autorisant expressément l'adhésion aux Communautés et indiquant en termes généraux que le droit européen a la suprématie sur la constitution.
Il a été introduit par le gouvernement Fianna Fáil de Jack Lynch, mais aussi soutenu par le Fine Gael, le principal parti d'opposition. Toutefois, le Parti travailliste irlandais, le Sinn Féin et les syndicats s'y sont opposés.

## Référendum
Le taux de participation est de 70,88 % avec 1 264 278 votants pour un corps électoral de 1 783 604 personnes. 83,3 % des votants ont répondu favorablement à la question posée soit 1 041 890 personnes. 16,9 % des votants n'ont pas souhaité cette adhésion soit 211 891 personnes.
À la suite de ce résultat, l’Irlande signe le traité de Bruxelles en 1972 et intègre les communautés européennes le 1er janvier 1973, lors du premier élargissement de la Communauté économique européenne.

## Conséquences
Selon l'article 29.4.3 qui est voté, les lois européennes ont préséance sur les dispositions de la Constitution en cas de conflit. La Cour Suprême a décidé que tout traité européen, qui modifie substantiellement le caractère de la CEE, puis de l'UE, doit être approuvé par un amendement constitutionnel. Pour cette raison, il a fallu à chaque fois une nouvelle disposition de l'article 29 pour permettre à l'État irlandais de ratifier l'Acte unique européen, le traité de Maastricht, le traité d'Amsterdam, le traité de Nice et le traité de Lisbonne.
L'État d'Irlande peut devenir membre de la Communauté européenne du charbon et de l'acier (CECA) (établie par le traité signé à Paris le 18 avril 1951), de la Communauté économique européenne (CEE) et de la Communauté européenne de l'énergie atomique (CEEA) (toutes deux établies par le traité signé à Rome le 25 mars 1957).

## Sources
- (en) Cet article est partiellement ou en totalité issu de l’article de Wikipédia en anglais intitulé « Third Amendment of the Constitution of Ireland » (voir la liste des auteurs).

## Compléments